# Tarik Youness Daoudi Noris
Pour les articles homonymes, voir Daoudi.
 (juillet 2008).
Si vous disposez d'ouvrages ou d'articles de référence ou si vous connaissez des sites web de qualité traitant du thème abordé ici, merci de compléter l'article en donnant les références utiles à sa vérifiabilité et en les liant à la section « Notes et références ».
Pour les articles homonymes, voir Noris.
Tarik Daoudi, de son nom complet Tarik Youness Daoudi Noris, né le 28 septembre 1977 à Meknès (Maroc), est un réalisateur, journaliste et monteur vidéo franco-marocain.

## Biographie
Tarik Daoudi a suivi l’ensemble de sa scolarité à la mission française d’éducation à l’étranger. Il obtient un Baccalauréat série ES en 1995 au lycée Paul Valéry de Meknès. Il poursuit ensuite ses études à Paris et Montréal dans diverses disciplines : le droit à l’université Paris II, la réalisation à l’EFET de Paris, la scénarisation à l’Université du Québec à Montréal (UQAM), le multimédia à l’EM de Paris et le journalisme au CFT des Gobelins à Paris.
En 2002, il travaille pour Médiation (entreprise) une des plus  grandes sociétés de production audiovisuelle du Maroc où il décide de s'installer à nouveau. Avec cette même société, il participe à la réalisation de plus de trois cents projets audiovisuels dont des films institutionnels et publicitaires, mais aussi des émissions de télévision phares de la télévision marocaine, ainsi pour la chaîne (2M), il a occupé différentes positions sur des émissions de référence comme : 15 ans – 15 talents, Studio 2M, Challengers et Marocains du Monde.
Tarik a par ailleurs réalisé trois courts métrages, dont « Célèbre » qui connaît un franc succès sur internet au Maroc et qui remporte le second prix du public au festival du court métrage de Sébou à Kénitra. C'est à lui également que l'on doit les « 30 secondes », petits courts où le protagoniste doit réaliser des défis rocambolesques en trente secondes, diffusés également sur internet.

## Filmographie
- Célèbre, court métrage, (2005) Deuxième prix du public au premier festival du court métrage de Sebou à Kénitra (2005)
- Corridors, court métrage (2000)
- Le combine, court métrage (1998)